# Talkin to the Trees
Talkin to the Trees es el cuadragésimo octavo álbum de estudio del músico canadiense Neil Young, programado para ser publicado por la compañía discográfica Reprise Records el 13 de junio de 2025. El disco es el primero de Young con el grupo Chrome Hearts, formado por Spooner Oldham, Micah Nelson, Corey McCormick y Anthony LoGerfo.

## Lista de canciones
| N.º | Título                 | Duración |  |
| 1.  | «Family Life»          |          |  |
| 2.  | «Dark Mirage»          |          |  |
| 3.  | «First Fire of Winter» |          |  |
| 4.  | «Silver Eagle»         |          |  |
| 5.  | «Let's Roll Again»     |          |  |
| 6.  | «Big Change»           |          |  |
| 7.  | «Talkin to the Trees»  |          |  |
| 8.  | «Movin Ahead»          |          |  |
| 9.  | «Bottle of Love»       |          |  |
| 10. | «Thankful»             |          |  |